# Vittime del dovere
Le vittime del dovere sono, nella legislazione italiana, gli appartenenti alle forze di polizia italiane ed alle forze armate italiane caduti o che abbiano contratto infermità invalidanti nell'adempimento del loro dovere.

## Storia
L'espressione appare in alcuni provvedimento normativi, emanati tra gli anni 1970 e gli anni 1980, emanati e in coincidenza con gravi avvenimenti di natura terroristica o della criminalità organizzata, al fine di intervenire con tutta una serie di provvedimenti per risarcire gli invalidi o gli eredi dei deceduti. La normativa in materia al tempo veniva generalmente emanata occasionalmente per gli eventi più luttuosi o di maggior impatto sull'opinione pubblica, senza, però una sistematicità. In particolare non vi era un trattamento unitario per tutti i pubblici dipendenti vittime del dovere che venivano presi in considerazione se rientranti, come tutti gli altri cittadini, nella previsione delle leggi riguardanti le vittime del terrorismo o della criminalità organizzata in generale.
Dopo il 2000 sorse un vasto movimento di opinione, che aveva rilevato un atteggiamento delle pubbliche autorità considerato fortemente penalizzante nei confronti dei pubblici dipendenti. Ad esempio aveva suscitato vive polemiche il fatto che ai militari morti nella attentati di Nāṣiriya durante la guerra in Iraq in quella occasione non erano state concesse medaglie, mentre una medaglia d'oro era stata concessa a Fabrizio Quattrocchi, presente in quel Paese mentre lavorava per conto di una agenzia di vigilanza privata. Una svolta decisiva fu data dal sorgere di iniziative locali di associazionismo spontaneo, intorno a familiari di vittime del dovere . Riuscirono ad ottenere l'appoggio dichiarato delle amministrazioni statali, i cui dipendenti sono maggiormente es che nei loro siti, richiamarono l'attività delle associazioni riconosciute. Questo movimento d'opinione ha fatto pressione perché le provvidenze previste dalle leggi speciali, venisse esteso a tutti i dipendenti dello stato caduti o rimasti invalidi nell'adempimento del dovere. La materia ha trovato inoltre una disciplina legislativa concernenti i soggetti definiti vittime del dovere, con il D.P.R. 7 luglio 2006, n. 243.

## Disciplina normativa
La prima disposizione normativa in tema fu la legge 27 ottobre 1973, n. 629 che istituì una pensione speciale per le vedove ed i figli degli appartenenti alle forze di polizia italiane, mentre la legge 28 novembre 1975, n. 624, che stabilì elargizioni a favore dei familiari delle
La 13 agosto 1980, n. 466, fu la prima norma che diede una definizione delle vittime del dovere, modificando la legge n. 669/1973:
servizio per diretto effetto di ferite o lesioni riportate in conseguenza di eventi connessi all'espletamento di funzioni d'istituto e dipendenti da rischi specificamente attinenti a operazioni di polizia preventiva o repressiva o all'espletamento di attività di soccorso»
Nel 2005, con una tecnica legislativa non diretta l'introduzione del concetto è avvenuto tramite le previsioni della legge finanziaria 2006 al comma 562 che ha previsto la graduale estensione a tutti i caduti nell'adempimento del dovere, delle provvidenze prima previste per i cittadini coinvolti in determinati luttuosi avvenimenti.
Il D.P.R. 7 luglio 2006, n. 243 ("Provvedimenti alla vittime del dovere") ha regolamentato la materia, con provvedimento inusuale nella legislazione italiana: infatti i benefici previsti sono stati riconosciuti per i familiari delle vittime o per gli invalidi per eventi avvenuti in Italia a partire dal 1961 (data che coincide con gli episodi più crudi degli eventi altoatesini) mentre per l'estero è a partire dal 2003 data degli attentati di Nasiriyya.

### Soggetti destinatari
Nella disciplina prevista dal D.P.R. n. 243/2006 è previsto un particolare elenco di pubblici funzionari particolarmente esposti ad essere vittime nello svolgimento del proprio dovere.
Esso riguarda:
- i magistrati ordinari della magistratura italiana;
- gli appartenenti alle forze armate italiane:

1. all'Aeronautica Militare;
2. all'Arma dei Carabinieri;
3. all'Esercito Italiano;
4. alla Marina Militare;
5. alla Guardia di Finanza;

- gli appartenenti alle forze di polizia italiane:

1. al Corpo nazionale dei vigili del fuoco.
2. al Corpo Forestale dello Stato;
3. alla Polizia di Stato;
4. alla Polizia Penitenziaria;
5. alla Polizia Municipale.

La normativa prevede inoltre la corresponsione di un assegno di invalidità  in genere tutti gli altri dipendenti pubblici deceduti o che abbiano subìto un'invalidità permanente in attività di servizio o nell'espletamento delle funzioni di istituto per effetto diretto di lesioni. Sono equiparati ai soggetti di cui sopra coloro che abbiano contratto infermità invalidanti o alle quali consegua il decesso, in occasione o a seguito di missioni di qualunque natura, effettuate dentro e fuori dai confini nazionali e che siano riconosciute dipendenti da causa di servizio per le particolari condizioni ambientali od operative.

### Attività disciplinate
La legislazione prende in considerazione gli eventi luttuosi o le invalidità riportate in conseguenza di eventi verificatisi:
- nel contrasto ad ogni tipo di criminalità;
- nello svolgimento di servizi di ordine pubblico;
- nella vigilanza ad infrastrutture civili e militari;
- in operazioni di soccorso;
- in attività di tutela della pubblica incolumità;
- a causa di azioni recate nei loro confronti in contesti di impiego internazionale non aventi, necessariamente, caratteristiche di ostilità.

## Strutture preposte
In parallelo con l'emergere dell'attenzione alle problematiche delle vittime del dovere e nel quadro dei provvedimenti legislativi, diverse istituzioni statali hanno costituito degli appositi uffici per erogare le prestazioni:
- Il ministero dell'Interno Ufficio Vittime del dovere[8]
- La polizia di stato Ufficio Vittime del dovere[9]
- La guardia di finanza sezione nell'ambito Ufficio assistenza[10]